# درزة
الدرزة (بالإنجليزية: Seam)‏ تجمع الدرزة طبقتين أو أكثر من القماش مع بعضها بخيط. يمكن أن تتم الدرزة يدويا أو باستخدام الإبرة، أو آلياً باستخدام آلة الخياطة.
تعبر متانة الدرزة عاملا مهما لأي ملابس، فهي تخضع للكثير من الإجهادات أثناء النشاطات اليومية للشخص. وكثير من الأحيان تكون الدرزة أقل متانة من المواد نفسها. وهناك ما يقرب من 800 تركيبة مختلفة من الدرزات يدخل فيها نوع الخيط والطبقات المدرزوة وعدد الدرزات في الإنش الواحد، وكل هذا يؤثر في متانة الدرزة.
وقد تنهار الدرزة نتيجة انقطاع الخيط المستخدم في الخياطة، أو تمزق القماش المستخدم في مكان الدرزة، أو ترافق هذه العوامل. ولذلك تختبر قوة ومقاومة الدرزة بفحص مقدار الضغط اللازم لتمزيق درزة اللباس. ويستخدم جهاز الشد لفحص متانة الدرزة حيث يسحب القماش على طرفي الدرزة حتى تتمزق الدرزة أو القماش.
كما قد تنزلق الدرزة (seam slippage) حيث لا تتقطع خيوط الدرزة وإنما تنسل خيوط القماش من الدرزة، وهذا ما يحدث مع الأقمشة الخفيفة. وقد تسبب المطريات أيضا في انزلاق الدرزة حيث تجعل خيوط النسيج أسهل انزلاقا على بعضها لتقليل مقاومة الشد في القماش.

## في اللغة العربية
يقال دَرَزَ الخَيَّاطُ الدُّرُوزَ : أي أدَقَّهَا وَحَبَكَهَا حَبْكاً دَقِيقاً مُتَقَارِباً. 
الدَّرْزُ : موضع الخياطة.
الدَّرْزِيُّ :  بالفَتْح: الخَيّاط.

## معرض صور

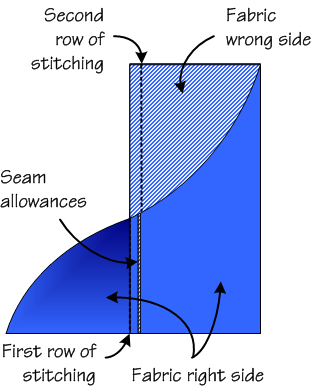
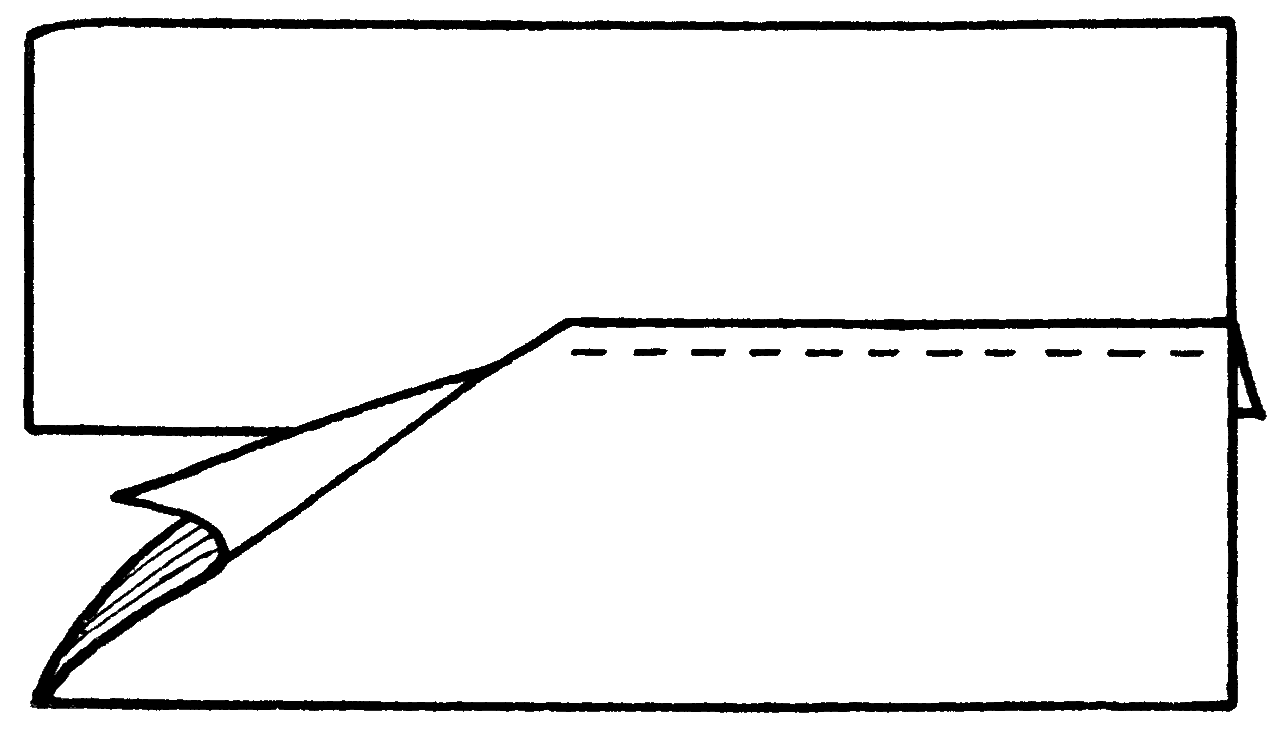
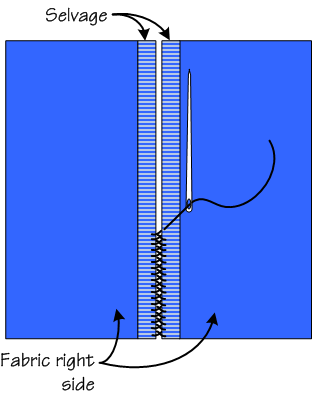
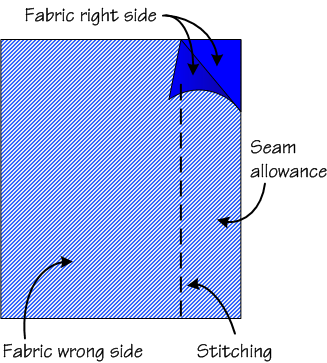